# FDP-Bundesparteitag 1986
Koordinaten: 52° 22′ 29″ N, 9° 46′ 7″ O

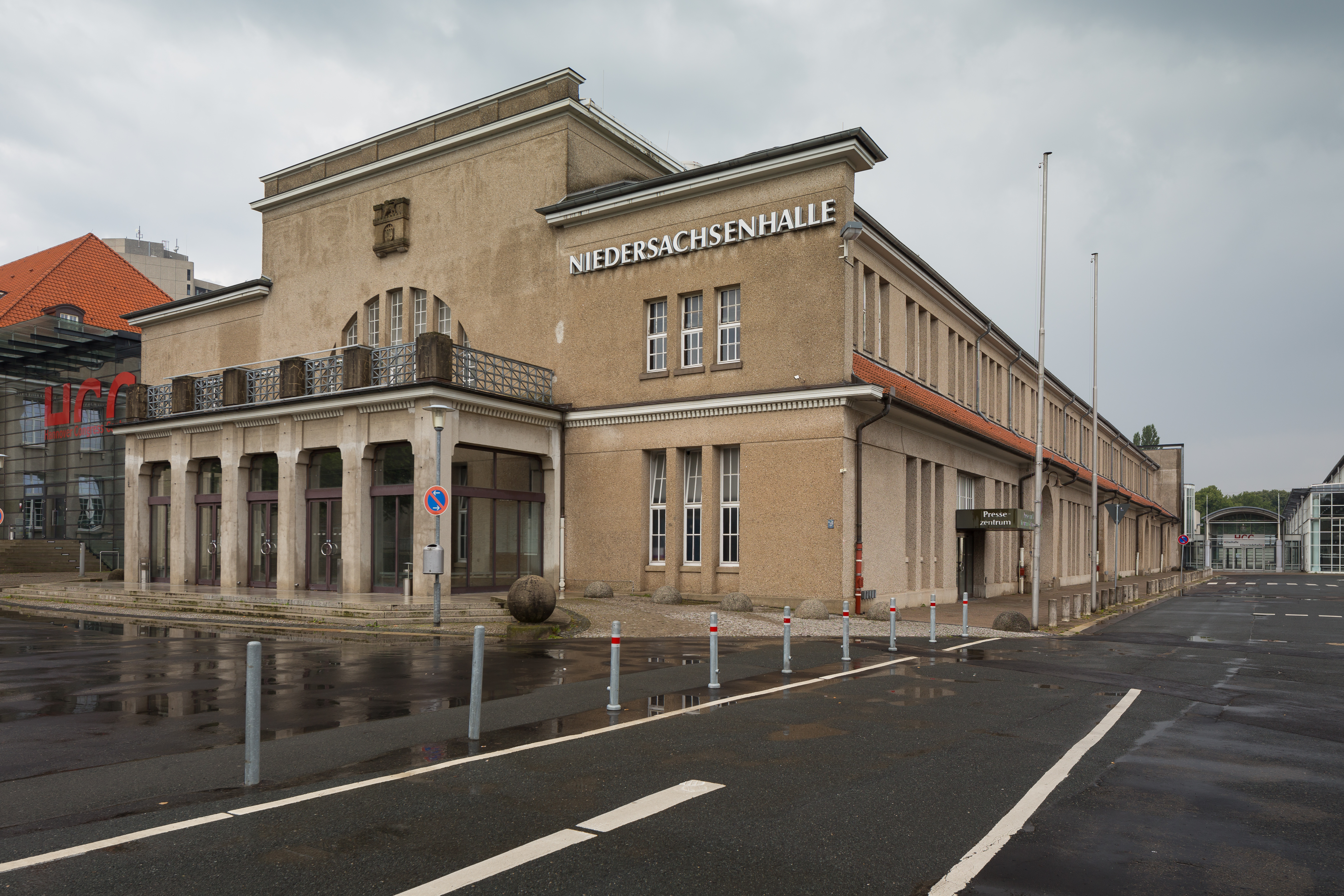
Niedersachsenhalle

Den Bundesparteitag der FDP 1986 hielt die FDP vom 23. bis 25. Mai 1986 in Hannover ab. Es handelte sich um den 37. ordentlichen Bundesparteitag der FDP in der Bundesrepublik Deutschland.

## Beschlüsse

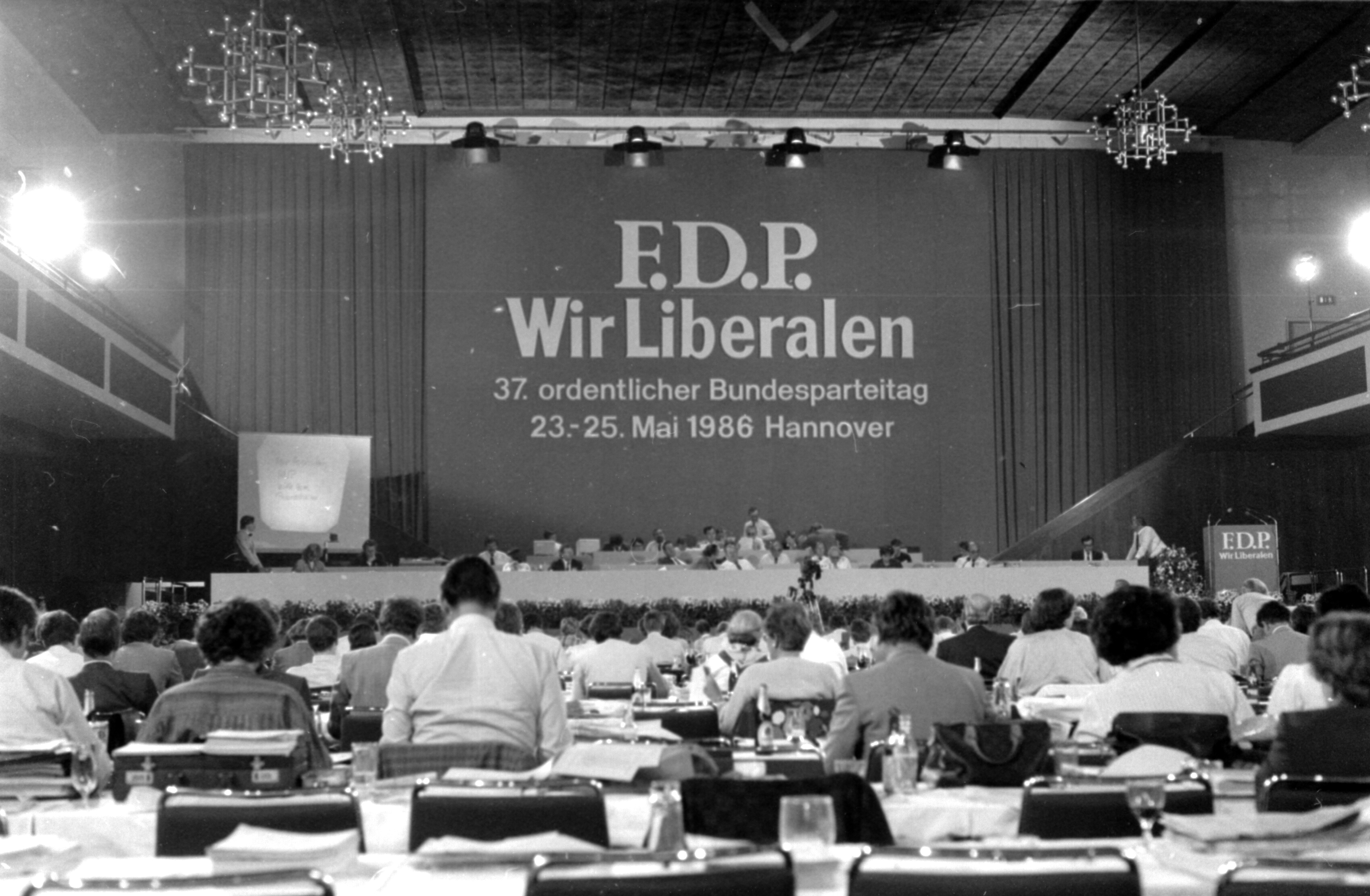
Plenum des Bundesparteitages

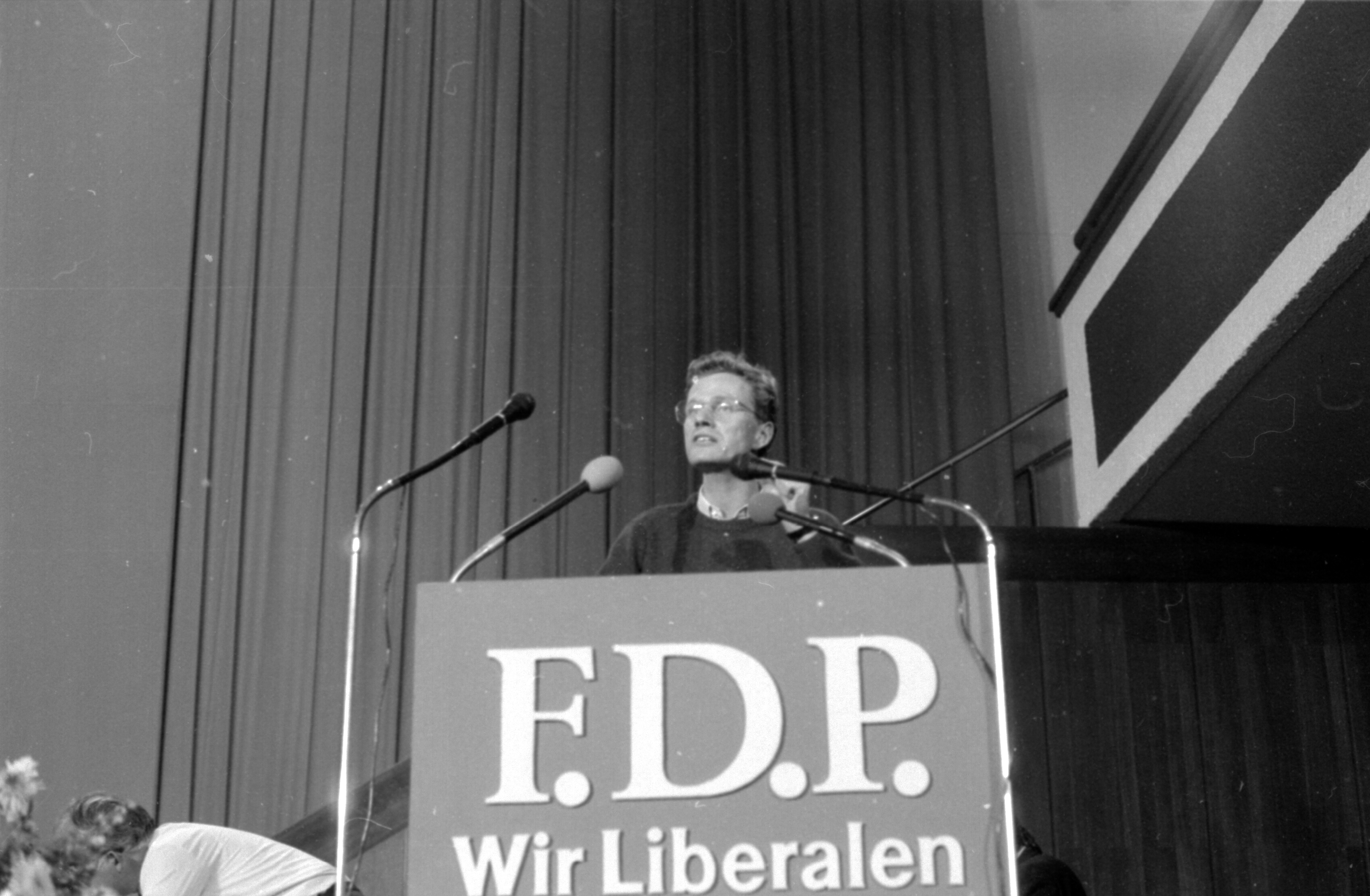
Der damalige Bundesvorsitzende der Jungen Liberalen, Guido Westerwelle.

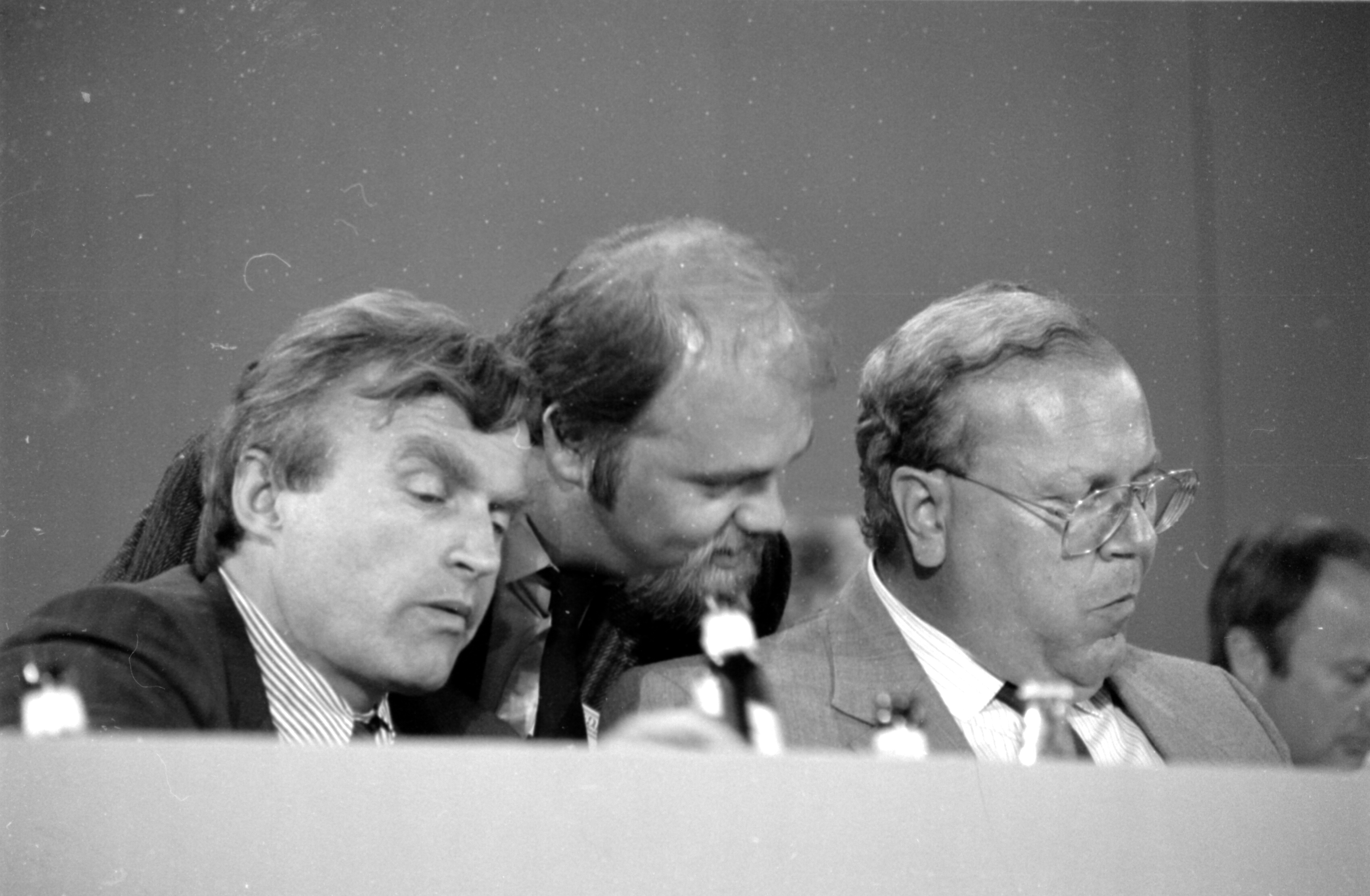
Helmut Haussmann und Martin Bangemann

Der Parteitag verabschiedete Papiere zu den Schwerpunkten liberaler Außen-, Deutschland-, Sicherheits-, Europa- und Entwicklungspolitik, zu einem weltraumgestützten Raketenabwehrsystem („SDI“), zur Situation der Soldaten, zu Südafrika, „Für ein Europa der Bürger“, mit Vorschlägen für eine einfache, faire, leistungs- und wachstumsfreundliche Besteuerung von Bürgern und Unternehmen, zu UNICEF, „Liberale Perspektiven für mehr Beschäftigung“, zu Perspektiven der Agrarpolitik, mit Vorschlägen für eine angemessene und langfristig finanzierbare Alterssicherung, zu flankierenden Maßnahmen beim Schwangerschaftsabbruch, zu einer konzertierten Aktion für Frauen, zu sozial gerechter Anrechnung des Babyjahres, zur Fernsehsendung „Scheibenwischer“, zur Programmgestaltung öffentlich-rechtlicher Rundfunkanstalten, zur Nuklearkatastrophe von Tschernobyl, zu Maßnahmen gegen den internationalen Terrorismus, über die liberale Position zur Innen- und Rechtspolitik im Wahlkampf des Jahres 1987, fünf Thesen zur Liberalisierung des Hochschulzugangs, zu „Global 2000“, zu Verkehrsdurchsagen, zur technischen Überwachung für amerikanische Fahrzeuge in der Bundesrepublik, zur Überwachung von Militärfahrzeugen durch die deutsche Polizei, zum Recht der Untersuchungshaft und des Untersuchungshaftvollzugs, zum Jugendstrafvollzugsgesetz, zur Reform des Strafprozessrechts und zu den Schwerpunkten liberaler Sozialpolitik.

## Bundesvorstand
Dem Bundesvorstand gehörten nach der Neuwahl 1986 an:
| Vorsitzender                 | Martin Bangemann |
| Stellvertretende Vorsitzende | Gerhart Baum, Wolfgang Gerhardt, Wolfgang Mischnick |
| Generalsekretär              | Helmut Haussmann |
| Schatzmeisterin              | Irmgard Adam-Schwaetzer |
| Beisitzer im Präsidium       | Manfred Brunner, Walter Hirche, Otto Graf Lambsdorff |
| Beisitzer im Bundesvorstand  | Mechthild von Alemann, Barbara Bludau, Carola von Braun, Rainer Brüderle, Walter Döring, Hinrich Enderlein, Georg Gallus, Hildegard Hamm-Brücher, Burkhard Hirsch, Claus Jäger, Heinrich Jürgens, Detlef Kleinert, Karl-Hans Laermann, Wolfgang Lüder, Jürgen Möllemann, Ingo von Münch, Hans-Joachim Otto, Walter Rasch, Horst Rehberger, Hermann Rind, Achim Rohde, Uwe Ronneburger, Otto Wilke, Wolf-Dieter Zumpfort |
| Ständige Vertreter           | Hans-Günter Hoppe, Hans-Dietrich Genscher, Hans A. Engelhard, Dieter-Julius Cronenberg |
| Ehrenvorsitzender            | Walter Scheel |